# 霍利伍德 (亞利桑那州)
霍利伍德（英語：Hollywood）是位於美國亞利桑那州葛蘭姆縣的一個非建制地區。該地的面積和人口皆未知。

## 地理
霍利伍德的座標為32°49′46″N 109°41′00″W / 32.82944°N 109.68333°W，而該地的平均海拔高度為890米（即2920英尺）。